# Michael Sweetney
Michael 'Mike' Damien Sweetney (ur. 25 października 1982 r. w Waszyngtonie) – amerykański koszykarz, grający na pozycji silnego skrzydłowego lub centra.